# Вигань (Хорватія)
42°59′ пн. ш. 17°05′ сх. д. / 42.98° пн. ш. 17.09° сх. д.
Вигань (хорв. Viganj) — населений пункт у Хорватії, у Дубровницько-Неретванській жупанії у складі громади Оребич.

## Населення
Населення за даними перепису 2011 року становило 283 осіб.
Динаміка чисельності населення поселення: